# Fort-Coulonge
| Fort-Coulonge                       |                  |
| ‎                                    |                  |
| Coordenadas: 45°50′26"N, 76°44′19"O |                  |
| Província                           | Quebec           |
| Prefeito                            | Raymond Durocher |
|                                     |                  |
| Área                                |                  |
| - Cidade                            | 3,44 km²         |
| Fuso horário                        | UTC -5/-4        |
| População (2006)                    |                  |
| - Cidade                            | 1663             |
| - Densidade                         | 483 hab/km²      |

Fort-Coulonge é um município na província de Quebec, Canadá, situada na Regionalidade Municipal do Condado de Pontiac em Outaouais.. O município e a comunidade vizinha de Mansfield-et-Pontefract estão situados na foz do Rio Coulonge, ao norte da Ilha Grand-Calumet

## Demografia
- O recenseamento de 2001 do Statistique Canada indica que Fort-Coulonge possui uma população total de 1 161 pessoas, das quais 320 métis ou autóctones (19%).
- As pessoas de menos de 54 anos representam 77% da população.
- Do ponto de vista linguístico, 1 350 pessoas (81%) declaram falar francês, 210 pessoas (13%) inglês e 85 pessoas (5%) declaram ser bilingues.
- O recenseamento indica igualmente que a população diminuiu em 3,2% entre 1996 e 2001.
- No recenseamento de 2006, a população do município é de 1 600 habitantes.[2].

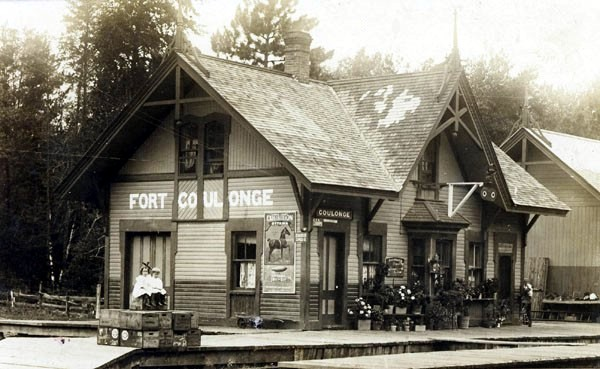
Gare Fort-Coulonge, 1930